# Hawker Hedgehog
L'Hawker Hedgehog (Porcospino, in italiano) fu un biplano triposto da ricognizione, realizzato per la marina e rispondente ai requisiti della richiesta 37/22 emessa dall'Air Ministry britannico. Non ebbe successo e non superò mai la fase di prototipo.

## Storia
L'aereo venne progettato nel 1923 e volò la prima volta nell'anno successivo pilotato da Raynham. L'equipaggio di bordo consisteva nel pilota, l'osservatore e un mitragliere. La realizzazione tecnica del velivolo seguiva lo standard del periodo, pertanto si realizzò un telaio interamente in legno ricoperto con tela.
Come propulsore fu scelto il motore radiale Bristol Jupiter IV con un'elica interamente in legno. L'Hedgehog fu anche dotato di galleggianti con ruote per permettergli un uso anfibio, mentre le ali si potevano ripiegare per consentire un più agevole stivaggio.
I test in volo ebbero successo, ma terminate le prove tecniche, il progetto venne abbandonato perché le sue prestazioni complessive non erano migliori rispetto ad altri velivoli già utilizzati come ricognitori navali come l'Avro Bison e il Blackburn Blackburn.